# Fornasinius klingbeili
Fornasinius klingbeili är en skalbaggsart som beskrevs av Zoller, Fiebig och Schulze 1995. Fornasinius klingbeili ingår i släktet Fornasinius och familjen Cetoniidae. Inga underarter finns listade i Catalogue of Life.